# Грязновка (Ростовская область)
Грязновка — хутор в Красносулинском районе Ростовской области.
Входит в состав Божковского сельского поселения.

## География
Хутор находится рядом с балкой Грязной.

### Улицы
- ул. Горная,
- ул. Кооперативная,
- ул. Корниенко.

## Население
| 2010 |
| ---- |
| 199  |

### Известные люди
На хуторе родился Корниенко, Иван Михеевич — Герой Советского Союза.